# .tv
Pour les articles homonymes, voir TV (homonymie).
.tv est le domaine de premier niveau national (ccTLD) réservé aux Tuvalu.
Ce domaine est aussi beaucoup utilisé partout dans le monde en raison de son homonymie avec l’abréviation du terme télévision.

## Historique
Le domaine est exploité par la société dotTV, une filiale de Verisign, de 2002 à 2022,, puis par la société GoDaddy depuis 2022.
Le 14 décembre 2006, Verisign annonce son partenariat avec Demand Media (en) pour commercialiser le nom de domaine pour des contenus rich-media.
Le 19 mars 2010, Verisign annonce la mise à disposition de noms premium en .tv par le biais d’un réseau étendu de registraires .tv, des réductions sur les tarifs des noms premium en .tv et la conversion d’un grand nombre de noms premium en .tv très recherchés en noms standard avec l’extension .tv.
En raison de son rôle et de l’établissement de son siège aux États-Unis, Verisign relève du droit américain. Les premiers domaines .tv ont été saisis le 2 février 2012 par le gouvernement américain dans le cadre de l’opération Fake Sweep visant à faire tomber des sites illégaux de streaming de contenus sportifs avant le Super Bowl XLVI.

## Revenus pour les Tuvalu
Le gouvernement des Tuvalu possède 20 % de parts dans la société. En 2000, les îles Tuvalu négocient, pour un montant de 50 millions de dollars américains, un contrat de location de son nom de domaine Internet .tv sur 12 ans, qui est renouvelé pour 10 ans en 2011. Le gouvernement local perçoit chaque trimestre une redevance d’un million de dollars pour l’utilisation du domaine de premier niveau. Cette vente a apporté d'importants revenus au micro-État qui était, avant la vente du domaine, l'un des pays les plus pauvres au monde. Le contrat a été renouvelé en 2011.
Depuis 2022, c'est l'entreprise américaine GoDaddy qui gère le nom de domaine à la suite d'un accord davantage lucratif pour les Tuvalu.